# Los Angeles Football Club 2019
Questa voce raccoglie le informazioni riguardanti il Los Angeles FC nelle competizioni ufficiali della stagione 2019.

## Stagione
Quella del 2019 è la seconda stagione in Major League Soccer del Los Angeles Football Club. La squadra gioco questa il primo trofeo nella storia del club, vincendo il MLS Supporters' Shield frutto di 21 vittorie, nove pareggi e solo quattro sconfitte; contestualmente fecero il record di punti (72) e Carlos Vela vinse la classifica marcatori grazie alle 34 reti realizzate. Nella fase play-off, il club californiano arriva fino alla semifinale, venendo battuto dal Seattle Sounders, mentre i  coppa nazionale si ferma ai quarti di finale.

## Organigramma societario
Di seguito l'organigramma societario.
Area direttiva
- Proprietario: Larry Berg
- Presidente: Tom Penn
- Presidente esecutivo: Peter Guber
- Vicepresidente esecutivo: Henry Nguyen
- General Manager: John Thorrington
- Direttore sportivo: Mike Sorber

Area tecnica
- Allenatore: Bob Bradley
- Allenatore in seconda: Ante Razov
- Allenatore in seconda: Kenya Arena
- Preparatore dei portieri: Zak Abdel

## Organico

### Rosa 2019
Aggiornata al 2019.
| N. |                        | Ruolo | Calciatore             |
| -- | ---------------------- | ----- | ---------------------- |
| 1  | Stati Uniti (bandiera) | P     | Tyler Miller           |
| 2  | Stati Uniti (bandiera) | D     | Jordan Harvey          |
| 3  | Iran (bandiera)        | D     | Steven Beitashour      |
| 4  | Colombia (bandiera)    | D     | Eddie Segura           |
| 5  | Canada (bandiera)      | D     | Dejan Jaković          |
| 6  | Brasile (bandiera)     | D     | Danilo Silva           |
| 7  | Ghana (bandiera)       | C     | Latif Blessing         |
| 9  | Uruguay (bandiera)     | A     | Diego Rossi            |
| 10 | Messico (bandiera)     | A     | Carlos Vela (capitano) |
| 11 | Giamaica (bandiera)    | C     | Peter-Lee Vassell      |
| 12 | Stati Uniti (bandiera) | A     | Christian Ramirez      |
| 13 | Libia (bandiera)       | D     | Mohamed El Monir       |
| 14 | Canada (bandiera)      | C     | Mark-Anthony Kaye      |

| N. |                        | Ruolo | Calciatore       |
| -- | ---------------------- | ----- | ---------------- |
| 15 | Stati Uniti (bandiera) | C     | Alejandro Guido  |
| 17 | Uruguay (bandiera)     | A     | Brian Rodríguez  |
| 18 | El Salvador (bandiera) | A     | Joshua Pérez     |
| 19 | Stati Uniti (bandiera) | D     | Lamar Batista    |
| 20 | Ecuador (bandiera)     | C     | Eduard Atuesta   |
| 22 | El Salvador (bandiera) | A     | Rodolfo Zelaya   |
| 23 | Messico (bandiera)     | P     | Pablo Sisniega   |
| 24 | Stati Uniti (bandiera) | C     | Lee Nguyen       |
| 25 | Stati Uniti (bandiera) | D     | Walker Zimmerman |
| 26 | Stati Uniti (bandiera) | A     | Adrien Perez     |
| 40 | Stati Uniti (bandiera) | P     | Phillip Ejimadu  |
| 99 | Norvegia (bandiera)    | A     | Adama Diomandé   |
|    | Ecuador (bandiera)     | D     | Diego Palacios   |